# Joan Lind
Joan Lind   (Long Beach, 26 de setembre de 1952 - Long Beach, 28 d'agost de 2015) fou una remadora estatunidenca, que va competir durant les dècades de 1970 i 1980. Es casà amb el també remer olímpic John Van Blom.
El 1976 va prendre part en els Jocs Olímpics de Mont-real, on guanyà la medalla de plata en la prova del scull individual del programa de rem. El boicot que els Estats Units van promoure pels Jocs de 1980 a Moscou li impediren la participació. Hagué d'esperar als Jocs de Los Angels de 1984 per tornar a participar en uns Jocs i guanyar una segona medalla de plata, en aquesta ocasió en la prova del quàdruple scull fent equip amb Anne Marden, Lisa Rohde, Virginia Gilder i Kelly Rickon.